# (8293) 1992 UQ
1992 يو كيو (ويعرف أيضًا باسم (8293) 1992 يو كيو وفق تسمية الكوكب الصغير) (بالإنجليزية: 1992 UQ)‏ هو كويكب ضمن حزام الكويكبات؛ وترتيبه 8293 من حيث الاكتشاف.
اكتُشف هذا الجُرم الفلكي بواسطة هيروشي كانيدا في 19 أكتوبر 1992.

## وصلات خارجية
- (8293) 1992 UQ في قاعدة بيانات مختبر الدفع النفاث لأجرام النظام الشمسي الصغيرة

- الاكتشاف · مخطط المدار ·  العناصر المدارية · المعلمات المادية

- (8293) 1992 UQ على موقع ويكي سكاي: DSS2, SDSS, GALEX, IRAS, Hydrogen α, X-Ray, Astrophoto, Sky Map, Articles and images